# カチューシャ (兵器)

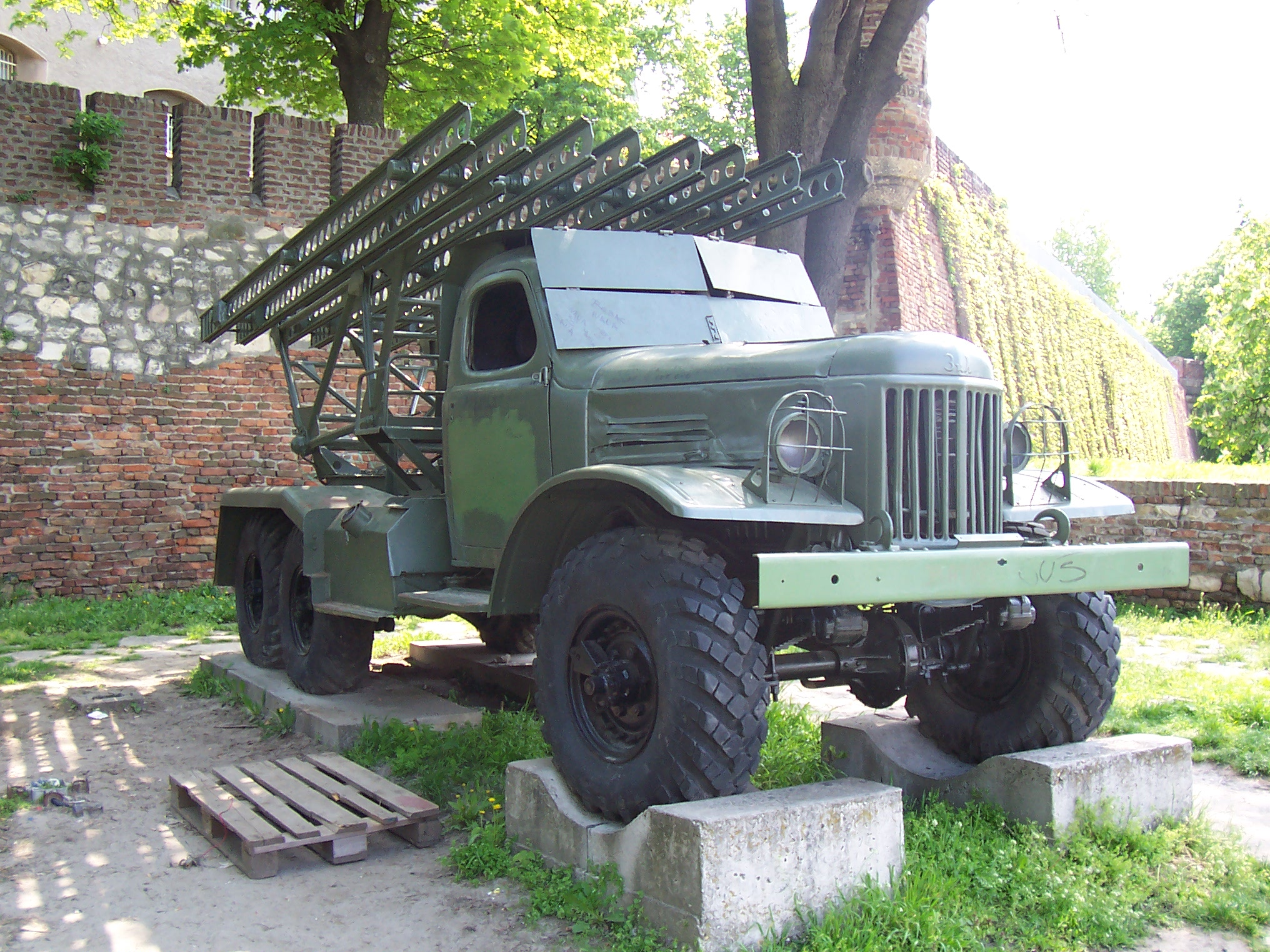
ベオグラード軍事博物館に展示されるBM-13カチューシャ（ZiS-151車台）

カチューシャ（ロシア語：Катюша, ラテン文字表記：Katyusha）は、第二次世界大戦においてソビエト連邦が開発・使用した世界最初の自走式多連装ロケット砲。制式名は82mm BM-8（БМ-8：ベーエーム・ヴォースィェミ）および132mm BM-13（БМ-13：ベーエーム・トリナーッツァチ）である。
なお、自走式多連装ロケットランチャーを指す俗称としてこの名が用いられることがある（#広義のカチューシャを参照）。

## 愛称
カチューシャは公式名称ではないが、前線に配備されると間もなく赤軍兵士たちの間で広まった。元々ロシア人女性の愛称である「カチューシャ」がこの兵器の愛称として命名された由来は諸説あり定かではないが、一説によると製造元の工場名の頭文字である「К」が刻印されていたため、前線の兵士達が当時流行していた歌「カチューシャ」にひっかけて呼び始めたものと推測される。
これに対し、彼らと戦っていたドイツ陸軍の兵士は、この兵器の外観および発射時に鳴り響く音がオルガンに似ていたことから、「スターリンのオルガン」（ドイツ語: Stalinorgel）と呼んだ。

## 構造
構造は非常にシンプルで、ロケット弾を載せるための鉄レールを平行に並べ柵状にした発射機と、それを支え、方向と射角を調整するための支持架で構成される。ロケット弾は無誘導で一般に照準器はついていないため、使用するロケット弾の重量や射距離から射角を算出しおおよその方角に向けて発射される。命中精度は期待できないため、大量のロケット弾を集中的に撃ち込むことでその欠点を補う。例えばBM-13の場合、1基あたり8本のレールの上下にロケット弾を装着し、計16発を連続して撃つことができる。
カチューシャは、一般にトラック（ソ連製のZIS-6やアメリカ製のスチュードベーカーUS6などの運転席に軽装甲を施したもの）に架装されたので、しばしば土台のトラックの部分もひとまとめにして自走式ロケットランチャーの名称として使用されることもある。ただし、この兵器は他にも戦車（T-40水陸両用戦車）やトラクター・装甲列車・河川砲艦などにも搭載される。
使用されるロケット弾はいずれも固体燃料ロケットで、燃料には黒色火薬またはダブルベース火薬（ニトログリセリンとニトロセルロースの混合薬）が使用される。ロケット弾自体も尾翼式無誘導のシンプルな構造のため、安価で大量生産できる。BM-8ではM-8 ロケット弾（口径82mm）が、BM-13ではM-8またはM-13 ロケット弾（口径132mm）が使用可能。
使用ロケット砲弾諸元「M-8」
- 全長：596mm（23･5インチ）
- 胴部直径：82mm（3.23インチ）
- 重量：8kg（17.6ポンド）
- 初速：315m/sec（1,033ft/sec）
- 弾頭重量：3.05kg（6.725ポンド）
- 推進薬重量：1kg（2.2ポンド）
- 最大射程：5,500m（6,017ヤード）

使用ロケット砲弾諸元「M-13」
- 全長：1,420mm（55.9インチ）
- 胴部直径：132mm（5.2インチ）
- 重量：42.5kg（93.7ポンド）
- 初速：355m/sec（1,165ft/sec）
- 弾頭重量：18.5kg（40.8ポンド）
- 推進薬重量：7.08kg（15.6ポンド）
- 最大射程：8,500m（9,300ヤード）

## 開発

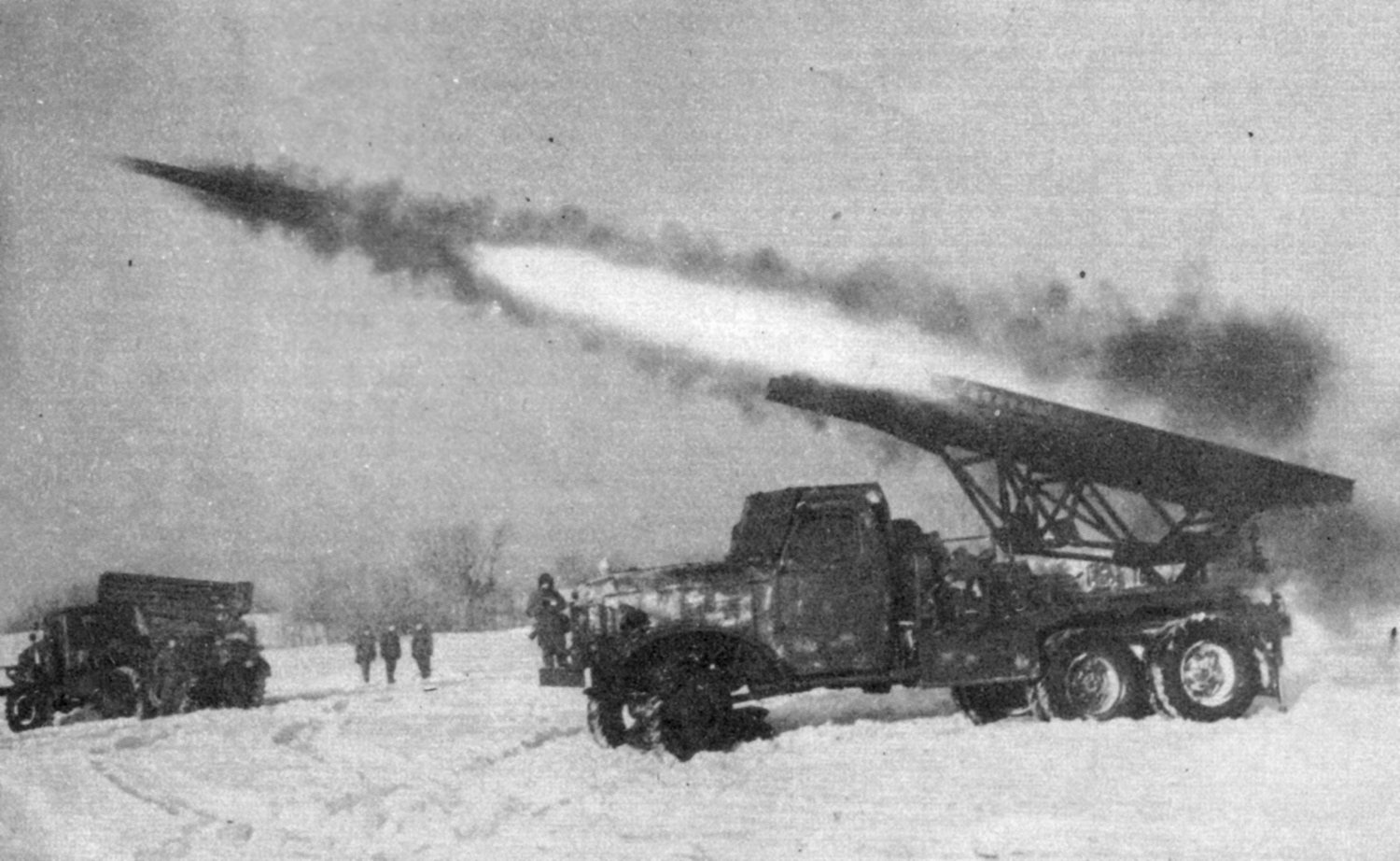
ポーランド軍のBM-13とBM-21（左）

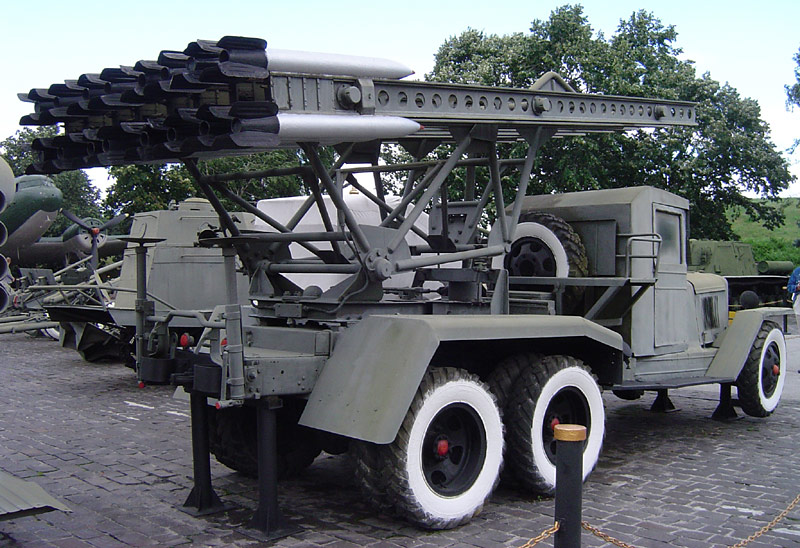
キエフ大祖国戦争博物館に展示された、ZIS-6を使用したカチューシャ

ソ連がカチューシャを開発するきっかけとなったのは、1936年のナチス・ドイツによる6筒のロケットランチャー「ネーベルヴェルファー」の登場であった。1938年に設計が開始され、1941年6月21日にBM-8の実戦配備が承認された。戦場で最初に使用されたのは、同年7月14日、ロシアの都市ルドニヤにおけるドイツ国防軍と親衛隊との戦闘においてであった。フリョーロフ大尉が指揮する実験砲兵隊が、7基のカチューシャを使用した。同年8月8日には8つの砲兵連隊が創設され、1連隊につき36基ずつが配備された。BM-8を改良したBM-13N（Nは「標準型」の頭文字）は1943年に設計が完成し、第二次世界大戦終結までに1,800基以上が製造された。
標準的な運用は、敵軍の対戦車陣地に対し、主力部隊が突入するのに先立ち、待機する主力部隊の後方から頭越しに野砲部隊の攻撃とともに大量のロケット弾を一斉に発射するというものであった。カチューシャは命中精度が不足しているため、防衛施設を狙うのは野砲などに任せて、ロケット弾を敵兵士の頭上に雨のように降らすことで心理的ダメージを与えることに重点が置かれた。

## 広義のカチューシャ
カチューシャは、ロケット弾発射器の代表的なものとして一般によく知れ渡った。そのため、しばしばカチューシャの名はゲリラ兵がよく使用する小型のロケット砲全般の呼称として使用されることもある。また、西側ではソ連・ロシア製の自走式多連装ロケットランチャーすべてに対する俗称として用いられることもある。
なお、現在ロシア連邦軍などで使用されているカチューシャに似た後継兵器はBM-21 グラート（БМ-21 Град ベーエム・ドヴァーッツァチ・アヂーン, градは雹の意）122mm 40連装ロケット砲で、ロシアではカチューシャとは呼ばれないが、任務が同じで外見もよく似ていることから、よく混同される。
2006年に発生したイスラエル国防軍によるレバノン侵攻において、対するヒズボラがロケット砲で応戦しているとされ、いくつかの報道機関は「ヒズボラはカチューシャ・ロケットで攻撃を行っている」と報じている。ただし、イスラエルやレバノンなどでは「カチューシャ」は多連装ロケット砲を指す一般呼称として用いられているため、報道に関しても本来の「カチューシャ（BM-13などの愛称）」という意味で使われている可能性は低い。なお、現在ヒズボラが使用しているロケット砲は上記のソ連製のBM-21 グラートや中国製の63式107mm 12連装ロケット砲およびその派生型がほとんどである。
2020年にイラクの多国籍軍基地（タージ基地）が多連装ロケット弾で襲撃された事件でも、「カチューシャによる攻撃」と報道されている。